# Śródmiejska Dzielnica Mieszkaniowa w Szczecinie
Śródmiejska Dzielnica Mieszkaniowa w Szczecinie – pierwsze osiedle mieszkaniowe wzniesione po II wojnie światowej w Szczecinie, położone w dzielnicy Śródmieście, na osiedlu Centrum. Budynki mieszkalne osiedla wzniesione zostały według projektów architektów: Henryka Nardego, W. Adamczyka, Emanuela Maciejewskiego. Szczecińska Śródmiejska Dzielnica Mieszkaniowa jest przykładem wprowadzenia w życie idei architektury socrealizmu, choć w znacznie bardziej ograniczonym zakresie niż w przypadku podobnych realizacji w Warszawie (Marszałkowska Dzielnica Mieszkaniowa) czy Krakowie (Osiedle Centrum A).

## Historia

### Pierwszy etap budowy
Projekt pierwszych budynków mających powstać w ramach Śródmiejskiej Dzielnicy Mieszkaniowej sporządzono w latach 1952–1954. Założono, że na wolnych parcelach przy alei Jedności Narodowej (dziś aleja Papieża Jana Pawła II), placu Lotników, ulicy Jagiellońskiej oraz ulicy Mazurskiej wzniesione zostaną trzy pięciokondygnacyjne budynki mieszkalne w stylu socrealistycznym, nawiązujące swoim wyglądem do zachowanej zabudowy kamienicznej z końca XIX wieku. Jako pierwsze powstały bloki na narożniku ulicy Jagiellońskiej i Jedności Narodowej oraz na narożniku tejże alei i ulicy Mazurskiej. W dalszej kolejności wybudowano gmach pomiędzy ulicą Małopolską oraz Mazurską. Nowo wzniesione bloki charakteryzowały się boniowanymi elewacjami parteru, gzymsami oddzielającymi od siebie wizualnie kolejne kondygnacje, ozdobnymi szczytami wieńczącymi frontony od strony placu Lotników. Elewacje zróżnicowano nie tylko poprzez gzymsy i inne zdobienia, ale również poprzez zastosowanie dwóch kolorów tynku: parter oraz pierwsze piętro otrzymały kolor jasnożółty, natomiast fasadę wyższych pięter obłożono tynkiem w kolorze brązowym. Prace nad wykończeniem trzech wyżej opisanych budynków zostały zakończone w roku 1958. W ten sposób trzy wolne parcele placu Lotników zostały zabudowane; ponadto kamienicę na narożniku placu oraz ulicy Kaszubskiej upodobniono wyglądem elewacji do nowo wzniesionych obiektów.

### Drugi etap budowy

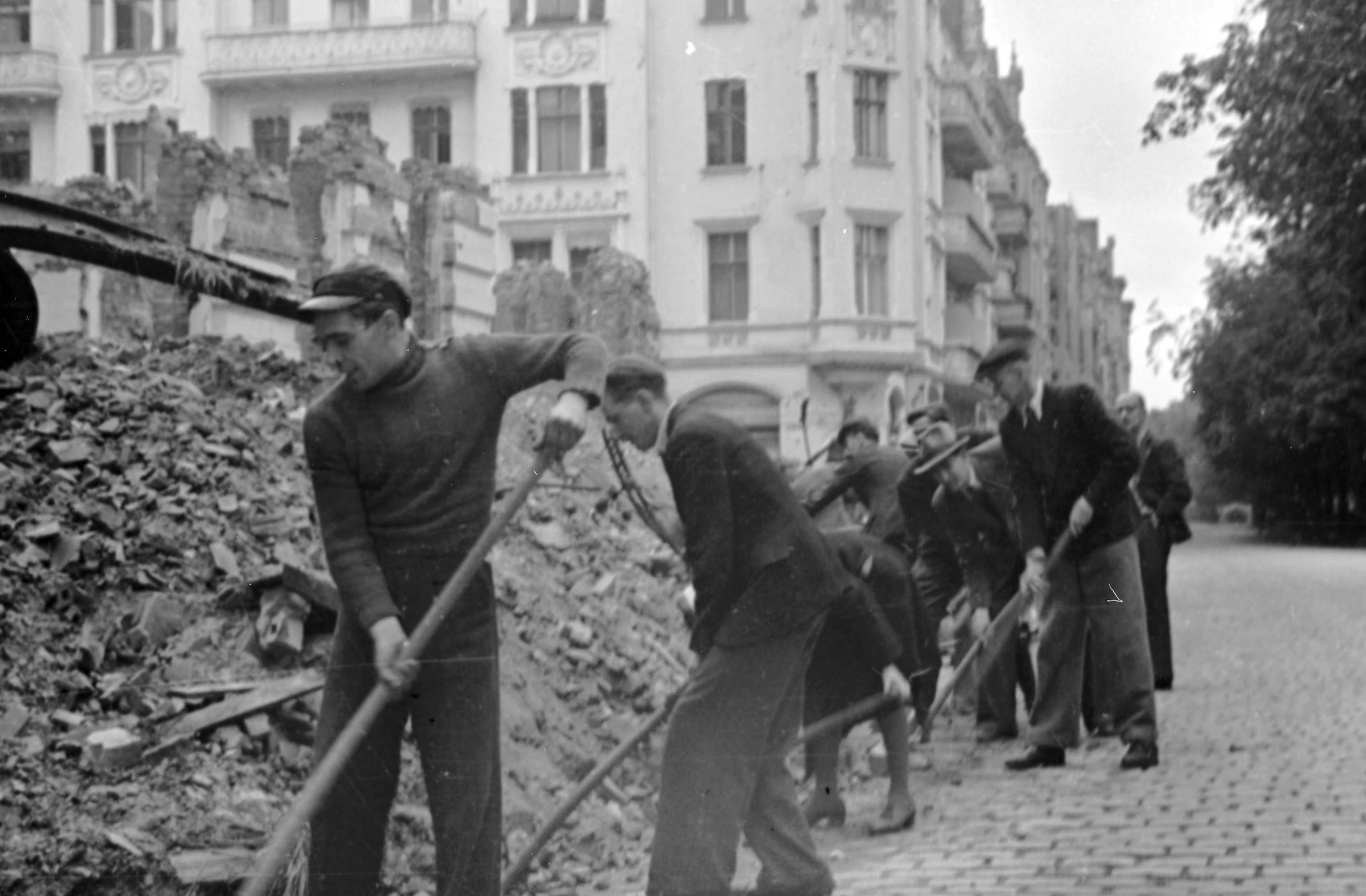
Odgruzowywanie narożnika ulicy Buczka i Mazurskiej.

Kolejne budynki Śródmiejskiej Dzielnicy Mieszkaniowej wzniesione zostały w latach 1956–1957 przy ulicach: Mazowieckiej, Mazurskiej oraz Mariana Buczka (dziś Piłsudskiego). W porównaniu z pierwszymi budynkami powstałymi w ramach Śródmiejskiej Dzielnicy Mieszkaniowej, fasady bloków znacznie uproszczono poprzez rezygnację z gzymsów, boniowania, ozdobnych szczytów, wysokich witryn sklepowych i bram przejazdowych. 

### Budynek C-3
W latach 1958–1959, na miejscu zniszczonych kamienic przy ulicy Jaromira (dziś aleja Wyzwolenia) zbudowany został blok C-3. Budynek ten, wzniesiony zgodnie z projektem arch. Henryka Nardego, odróżniał się znacznie swoim wyglądem od dotychczas wzniesionych zabudowań Śródmiejskiej Dzielnicy Mieszkaniowej. Zrezygnowano niemal w całości ze zdobień elewacji oraz spadzistego dachu na rzecz fasady utrzymanej w stylu modernistycznym. Pięciokondygnacyjny budynek wyposażono w szerokie, trójdzielne okna oraz balkony od strony obecnej alei Wyzwolenia. Do każdej z sześciu klatek schodowych przynależy po szesnaście mieszkań. Mieszkania otrzymały wysoki jak na ówczesne czasy standard wykończenia (dębowe parkiety, terakota, wewnętrzne parapety okienne wykonane ze szkła, szafy wnękowe, centralne ogrzewanie, meble kuchenne).

## Galeria

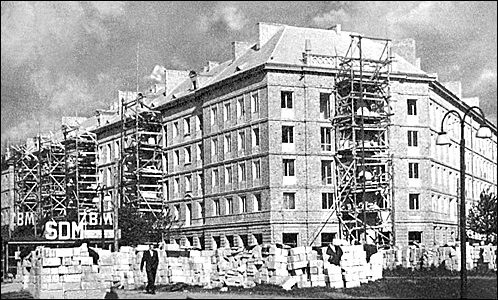
Budowa bloku na narożniku alei Jana Pawła II i ulicy Mazurskiej
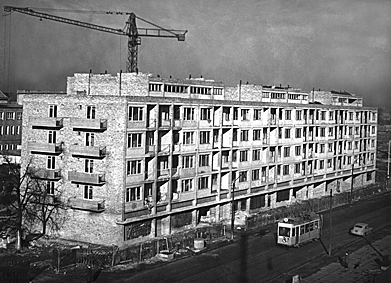
Budowa bloku C-3
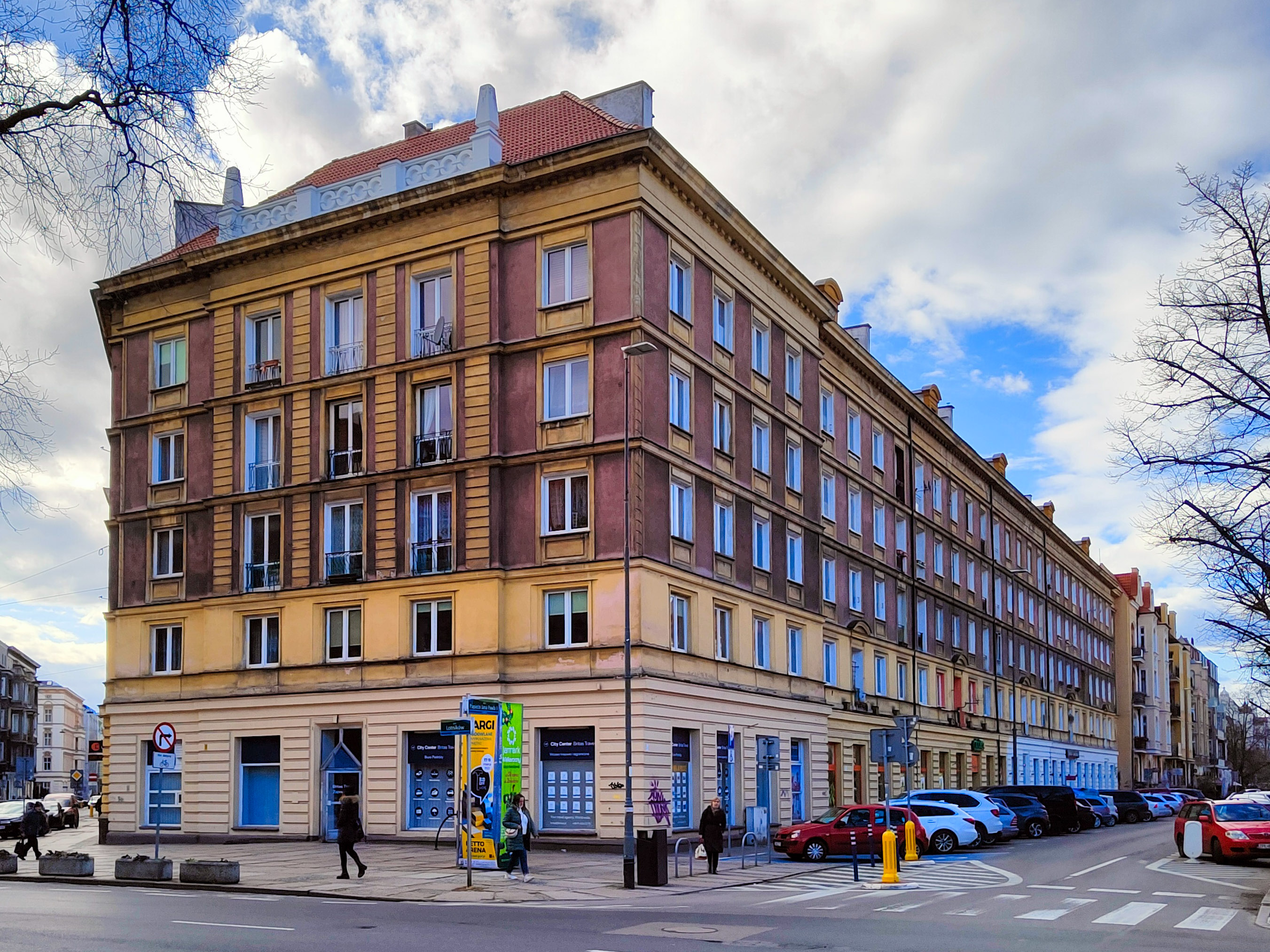
Blok ŚDM na narożniku alei Jana Pawła II i ulicy Jagiellońskiej
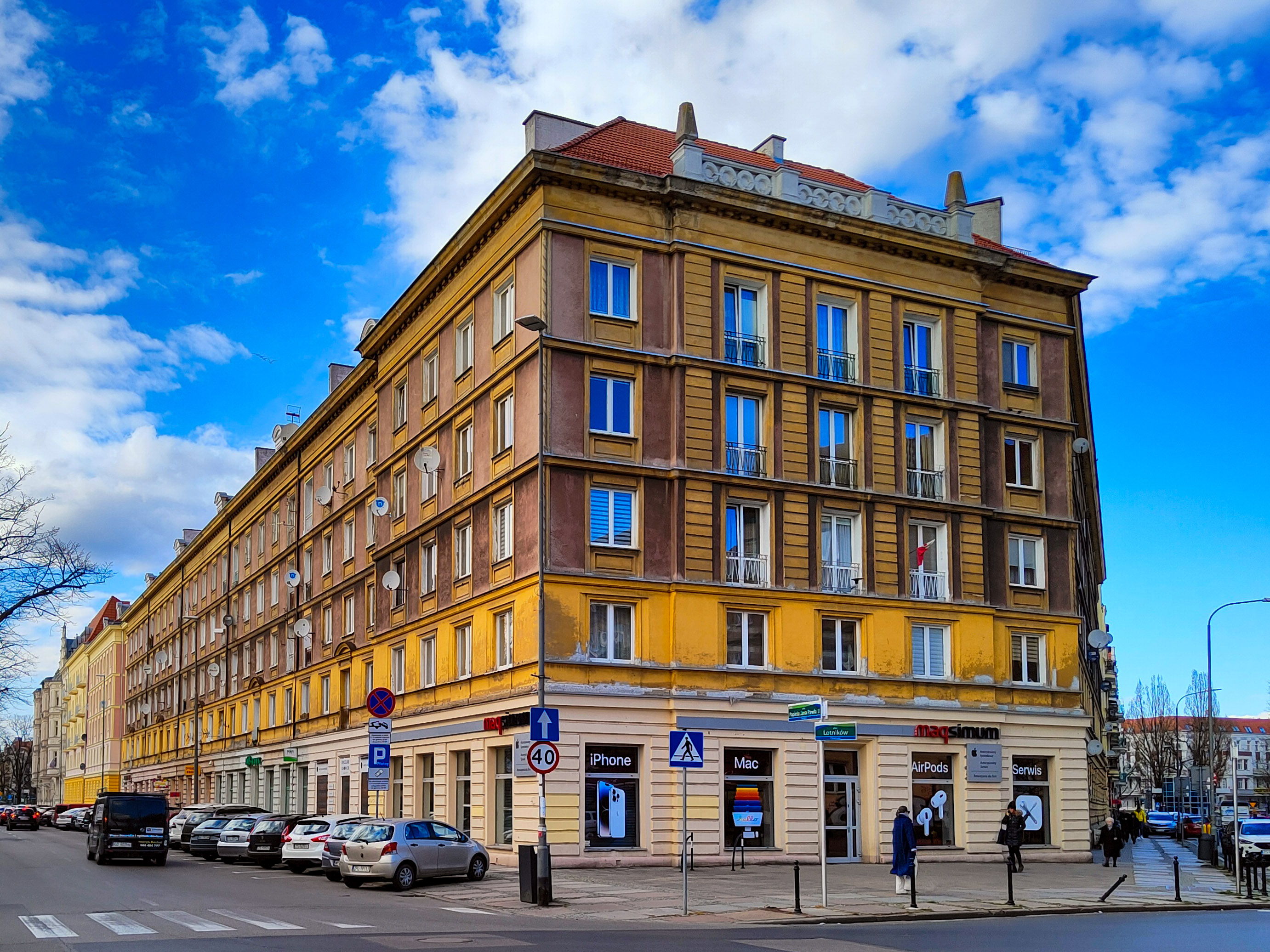
Blok ŚDM na narożniku alei Jana Pawła II i ulicy Mazurskiej
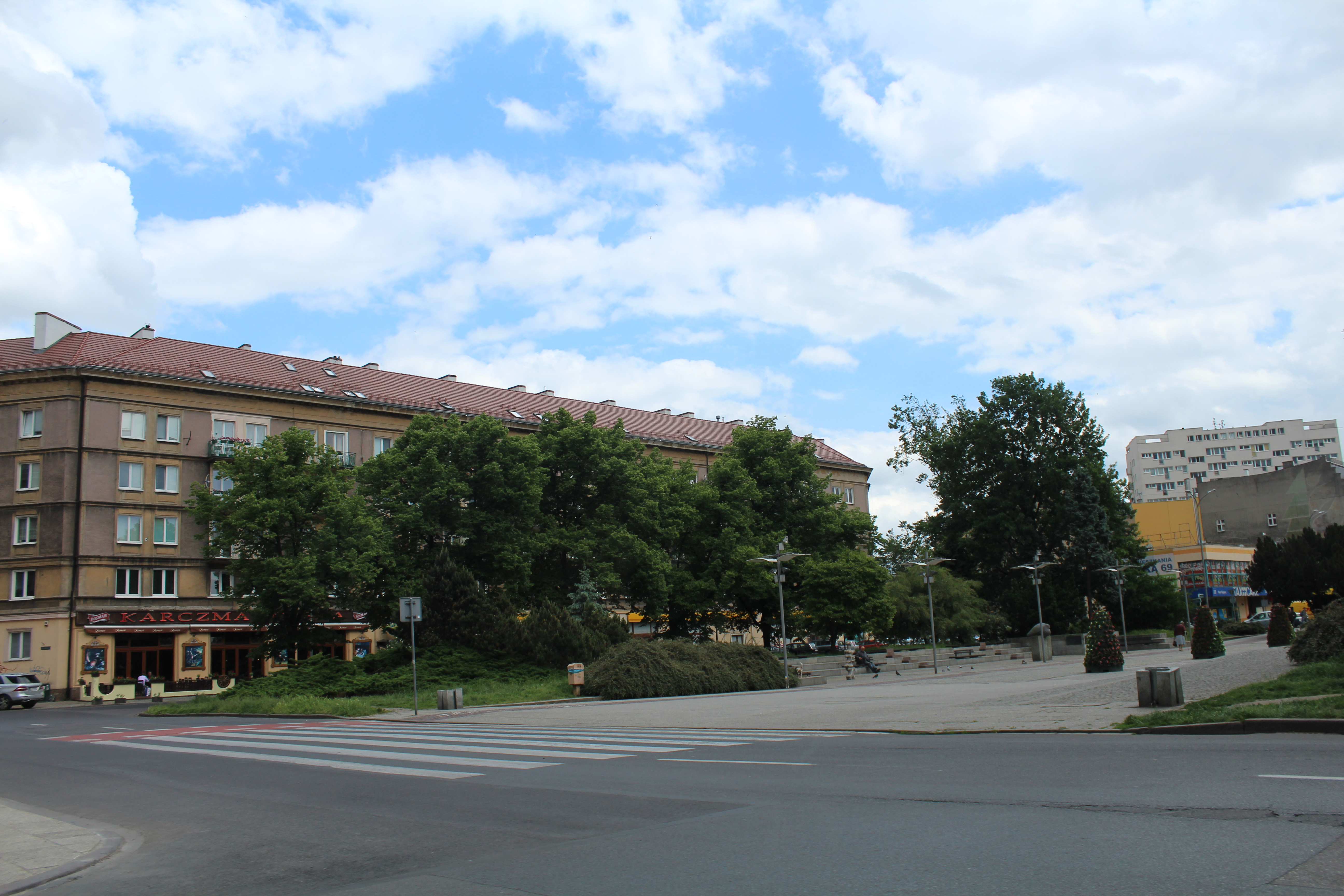
Blok ŚDM przy placu Lotników, narożnik ulicy Mazurskiej i ulicy Małopolskiej
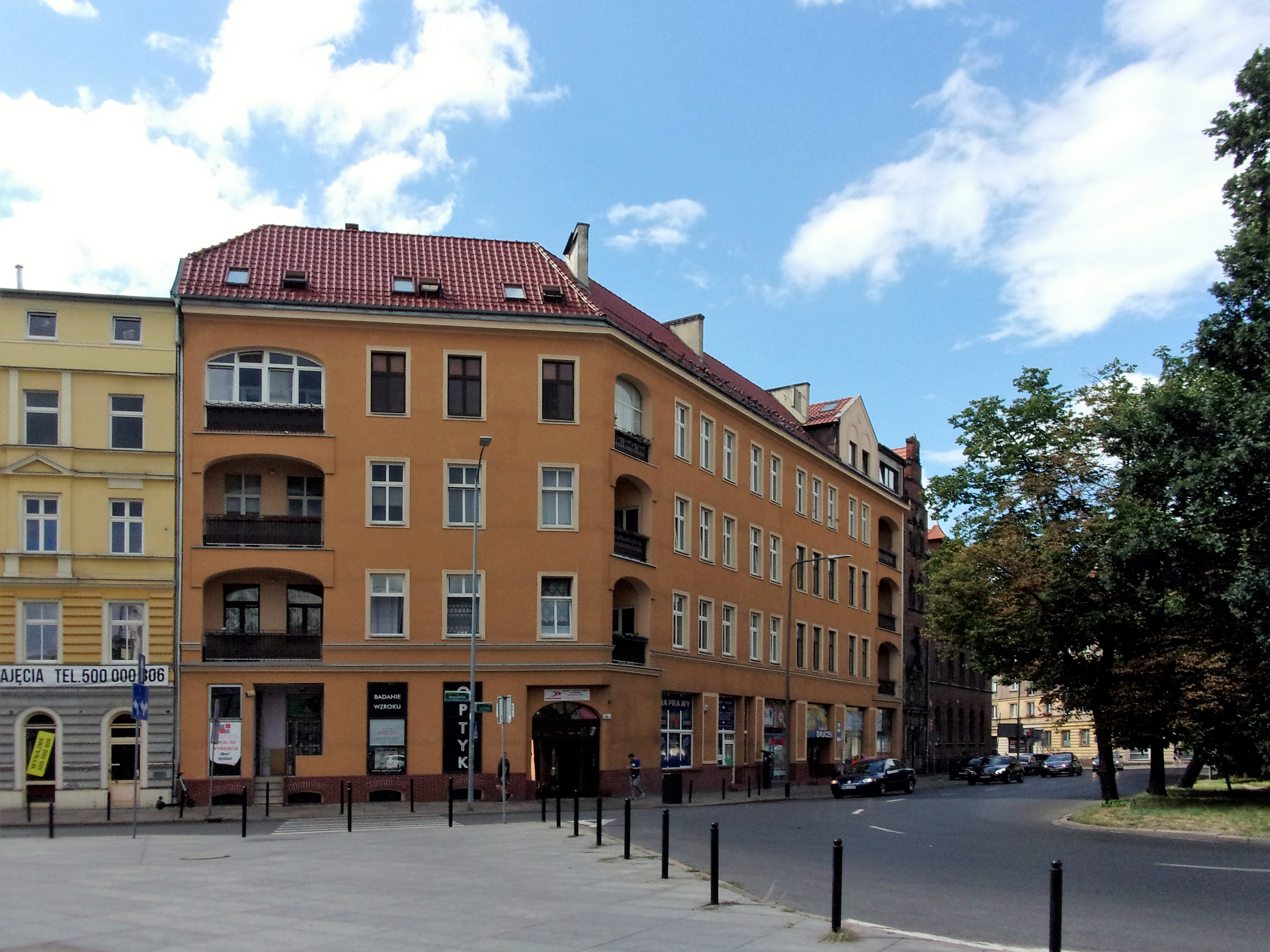
Kamienica przy pl. Lotników 6
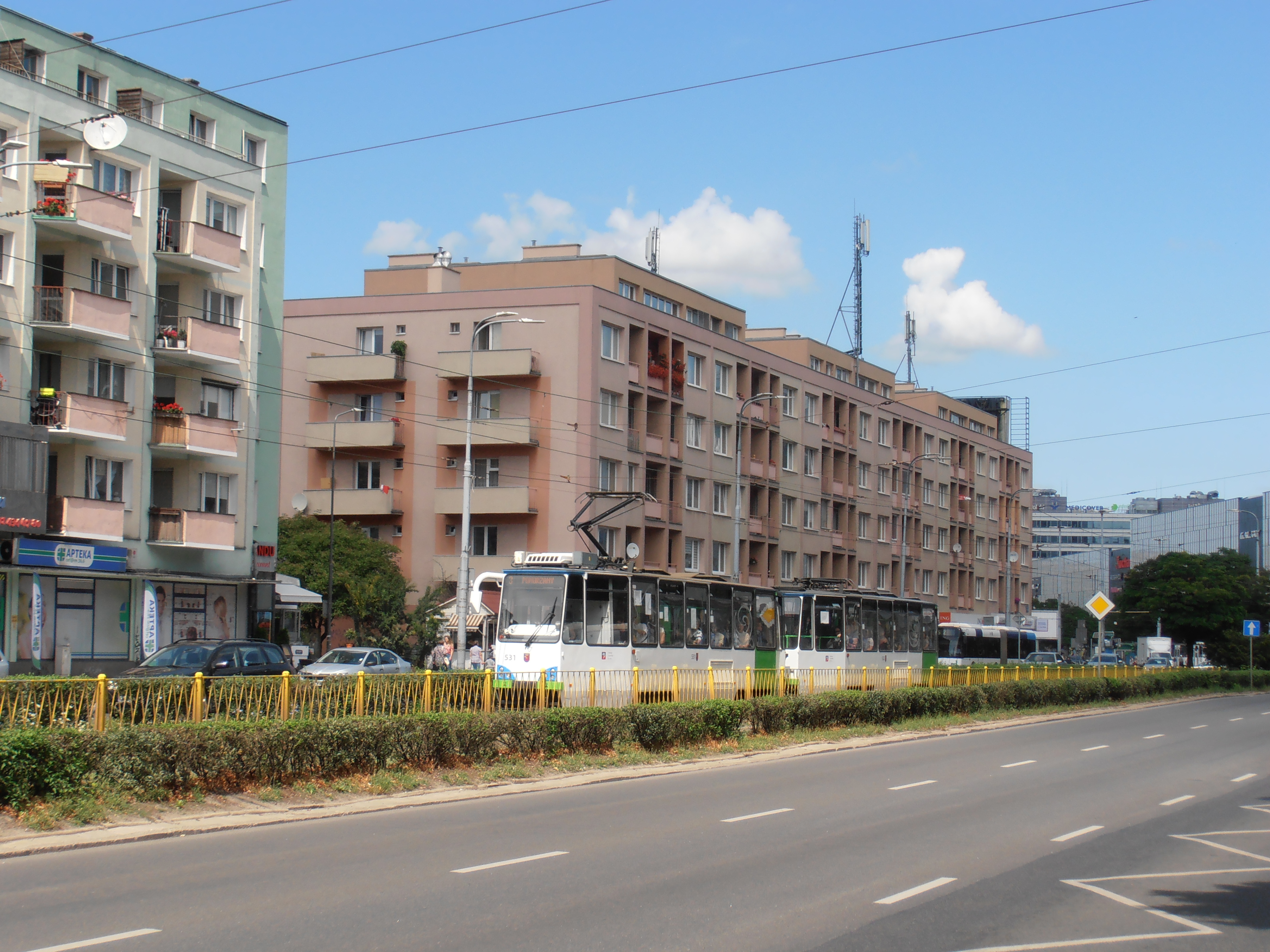
Blok C-3 przy alei Wyzwolenia